# Aerangis luteoalba
Aerangis luteoalba é uma espécie de orquídea monopodial epífita, família Orchidaceae, que habita do centro oeste da África tropical até a Etiópia.

## Variedades
Existem duas variedades desta espécie, a variedade luteoalba, que existe apenas no Congo, Uganda e Zaire, e a variedade rhodosticta. A única diferença entre as duas é a cor da coluna, branca ou creme na primeira e vermelha na segunda, que existe de centro oeste da África tropical até a Etiópia, exceto no Congo, e tem diversos sinônimos, a saber: Angraecum rhodostictum, Angorchis rhodosticta, Aerangis rhodosticta, Angraecum albidorubrum, Aerangis albidorubra, Angraecum mirabile.